# Kanton Chambéry-Est
Kanton Chambéry-Est is een voormalig  kanton van het Franse departement Savoie. Kanton Chambéry-Est maakte deel uit van het arrondissement Chambéry en telde 12.846 inwoners in 1999.
Het werd opgeheven bij decreet van 27 februari 2014 met uitwerking op 22 maart 2015.

## Gemeenten
Het kanton Chambéry-Est omvatte de volgende gemeente:
- Chambéry (deels)